# Weißenstädter See
Der Weißenstädter See ist ein 48 Hektar großer Stausee am Westrand von Bad Weißenstadt in der Einsattelung zwischen Schneeberg und Waldstein im Fichtelgebirge. Der See ist als eutropher, ungeschichteter Flachsee mit einer maximalen Tiefe von 3,5 m einzustufen. Er dient als Freizeitsee, Hochwasserrückhaltebecken, Vogelschutzgebiet und Trinkwassergewinnungsanlage.
Die Fischzucht besitzt im Gegensatz zu den zahlreichen Fischteichen im Weißenstädter Becken keine große Bedeutung, da der Wasserstand im Herbst abgesenkt wird.

## Geschichte

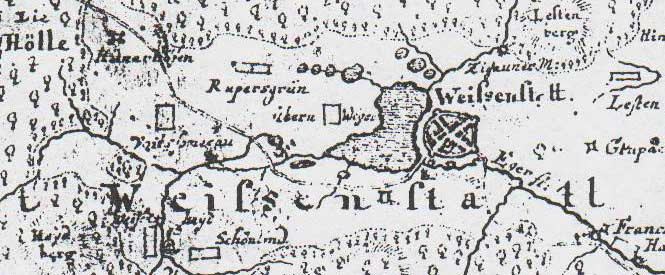
Stadtweiher von Weißenstadt 1716

Bis 1816 gab es an dieser Stelle bereits einen künstlich angelegten Stausee, dessen Entstehung um das Jahr 1346 datiert wird. 1476 wurde er urkundlich im Stadtfreiheitsbrief von Weißenstadt genannt, 1499 im Landbuch der Sechsämter als „Großer Weiher“ mit 150 Tagwerk. Er gehörte dem Landesherren und diente als „Hauptweiher“ der Fischzucht. Das Abfischen erfolgte alle zwei Jahre Ende Oktober, wobei das Leerlaufen eine Woche dauerte. Ein reitender Bote hatte die an der Eger liegenden Orte über den zu erwartenden großen Wasserschwall zu unterrichten.

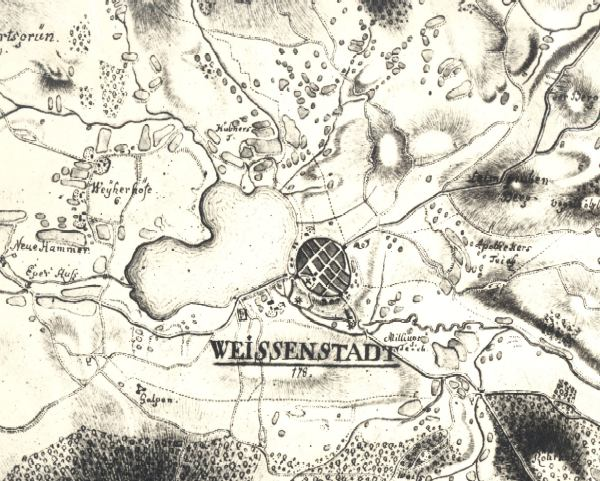
Stadtweiher von Weißenstadt um 1788

Die beiden Tage des Abfischens wurden durch ein Festessen verschönert, wobei der Hoffischmeister aus Bayreuth im Gefolge höherer Beamter zugegen war. Die Ernte des Fischens, hauptsächlich Karpfen, wurde in Holzfässern nach Bayreuth geschafft; 24 bis 25 Fuhrwerke waren dafür notwendig. Die Bauernschaft der Umgebung wurde zur „Roßfrohn“ herangezogen, die Fuhrwerke waren drei Tage unterwegs. Am 1. Januar 1792 verkaufte Markgraf Carl Alexander das Markgraftum Bayreuth und damit auch den Weißenstädter Weiher an seine preußischen Vettern.
Die mittlerweile mit Verlust arbeitende Landfischerei wurde aufgelöst, der Weiher an Privatpersonen verpachtet. Am 26. September 1816 ordnete der bayerische Staat, der damalige Besitzer, den öffentlichen Verkauf an den Meistbietenden an; erworben wurde er von dem Ansbacher Nathan Salmstein, der 1820 das Gewässer trockenlegen ließ und das so gewonnene Land in einzelnen Flurstücken an die Bevölkerung verkaufte. Da der größte Teil des Seegrunds jedoch aus anmoorigen und moorigen Böden bestand, gestaltete sich die Nutzung äußerst schwierig. Die Nasswiesen auf dem ehemaligen Seegrund waren sauer und wenig ertragreich. Seit dem Zweiten Weltkrieg bildeten sich immer größere Flächen von sauren Wiesen und Ödland. Im Rahmen der 1972 angeordneten Flurbereinigung erwarb die Stadt Weißenstadt die Flurstücke des ehemaligen Weihergebietes, um den Stausee neu anzulegen.

## Der Stausee
Der Stausee wurde 1976 fertiggestellt, befindet sich im Besitz der Stadt Weißenstadt und liegt im Niederschlags- und Einzugsgebiet von Eger und Hirtenbach. Die Nennstauhöhe beträgt 613 m ü. NN, die größte Stautiefe fünf Meter. Zur Realisierung des Projekts wurde ein Erddamm mit Lehmkern von ca. sechs Meter Höhe und 5,5 Meter Kronenbreite in einer Länge von 1,5 Kilometern geschüttet; nur im Bereich des Abflusses wurde Beton eingebaut. Der Normalabfluss erfolgt durch einen regulierbaren Weihermönch, der Hochwasserabfluss durch regulierbare Schütze. Aufgrund der Absenkung des Seewasserspiegels im Herbst werden die Spitzen winterlicher Hochwässer und der Schneeschmelze abgefangen. Der See dient dabei als ein natürliches, riesiges Hochwasserrückhaltebecken. Oberhalb des Sees befindet sich das Wasserschutzgebiet (WSG) der HEW HofEnergie+Wasser GmbH in der Größe von 1460 Hektar, wo bis zwei Millionen m³/Jahr Trinkwasser aus 17 Tiefbrunnen entnommen werden. Nach der Kanalisation aller Ortsteile im Einzugsgebiet bis 1996 und dem Anschluss an die Kläranlage stellen die diffusen Nährstoffeinträge in das Grund- und Oberflächenwasser das Hauptproblem dar.
Der Weißenstädter See liegt im Weißenstädter Becken. Um die Trink- und Badewasserqualität im Weißenstädter See zu sichern, müssen die diffusen Nährstoffeinträge aus dem Weißenstädter Becken verringert werden. Das im Dezember 2004 beendete Forschungsprojekt DBU Wasser verbindet der Universität Bayreuth gab Empfehlungen für die nachhaltige Nutzung des Sees. Das Projektgebiet umfasste das Flusseinzugsgebiet der Eger von der Quelle bis Weißenstadt, das eine Größe von 32 Quadratkilometern hat.

## Touristische Nutzung

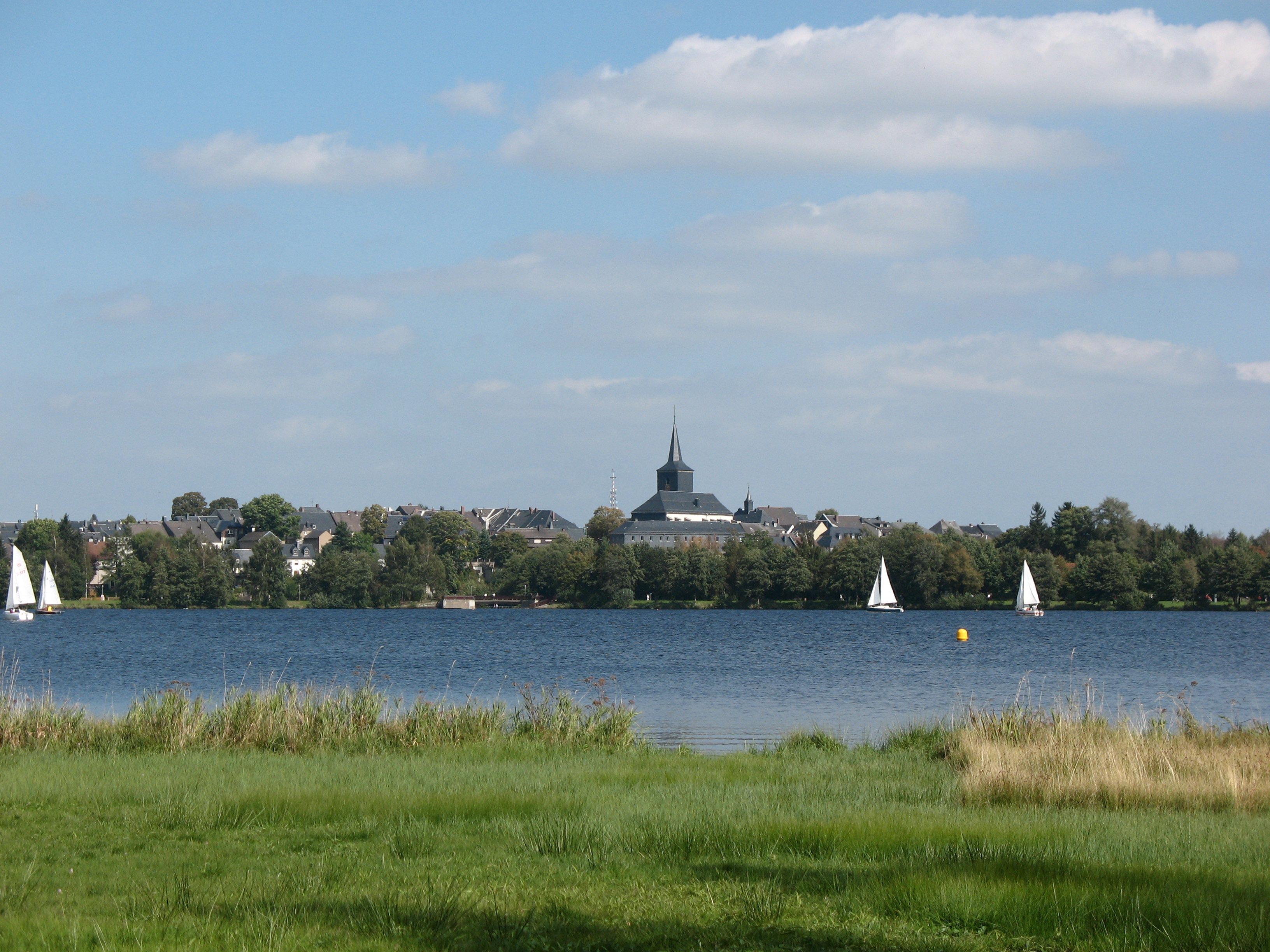
Weißenstädter See mit Blick auf Bad Weißenstadt

Der Weißenstädter See ist ein Freizeitsee mit touristischer Nutzung. Parkplätze befinden sich im Süden und im Norden. Es gibt folgende Freizeitangebote: Baden, Segeln, Wellenreiten, Bootfahren, Angeln, Strandvolleyball, Korbball und Rollschuhfahren. Das Fischereirecht teilen sich die Stadt Weißenstadt und der Landesfischereiverband je zur Hälfte. Wer eine Angelkarte erwirbt, darf im See nach Karpfen und Raubfischen angeln. Im nördlichen Bereich befindet sich ein Vogelschutzgebiet; das nicht zugängliche Areal ist ein Rückzugsgebiet für Vögel und Pflanzengemeinschaften wie Borstgrasrasen und Hochstaudenfluren. An den See grenzen das Stadtzentrum von Weißenstadt und der städtische Kurpark mit den Ruinen der Steinschleiferei Erhard Ackermann an, von denen Wanderwege zum See hinführen. An dem Parkplatz des Kurparkes befindet sich eine Informationsstelle des Naturparks Fichtelgebirge über das Biotop und den Fluss Eger, der den Weißenstädter See durchfließt. Am Südwestufer des Sees wurde am 18. August 2007 mit einem Investitionsvolumen von drei Millionen Euro das Radon-Kur- und Erholungshotel eröffnet.

## Das Stundenbuch von Eugen Gomringer
Ein 3,8 Kilometer langer asphaltierter Poesiepfad umrundet den See. Vierzehn Stelen aus den verschiedenen Gesteinsarten des Fichtelgebirges mit eingemeißelten Gedichten säumen seit dem Jahr 2004 den Rundweg. Auf den Stelen befinden sich Texte aus dem Stundenbuch von Eugen Gomringer, die mit ihrer konkreten Poesie einen Stationenweg bilden, der zur Meditation einlädt.
Entsprechend den 24 Stunden eines Tages setzt sich das Stundenbuch von Eugen Gomringer aus 24 Wörtern und dem Gegensatzpaar dein und mein zusammen. Die 22. Stunde enthält zum Beispiel den folgenden Text:
DEIN SCHWEIGEN
MEIN GEDICHT
DEIN SCHWEIGEN
MEIN TRAUM
DEIN SCHWEIGEN
MEINE STUNDE
Die Finanzierung übernahmen Sponsoren sowie die Laura-und-Franz-Leopold-Stiftung Weißenstadt, die Stelen gestaltete Willi Seiler aus Wunsiedel und die Natursteinarbeiten führte das Granitwerk Ludwig Popp aus Schurbach aus.